# التمويل السياسي
يغطي التمويل السياسي جميع الأموال التي تُجمع وتُنفق لأغراض سياسية. تشمل هذه الأغراض جميع المنافسات السياسية على تصويت المواطنين، لا سيما الحملات الانتخابية لشغل مختلف المناصب العامة التي تديرها الأحزاب والمرشحون. علاوة على ذلك، تدير جميع الديمقراطيات الحديثة مجموعة متنوعة من المنظمات الحزبية الدائمة، كاللجنة الوطنية الديمقراطية واللجنة الوطنية الجمهورية في الولايات المتحدة أو مكتب المحافظين المركزي ومقر حزب العمال («جون سميث هاوس» و«برج ميلبانك») في المملكة المتحدة. يستلزم اعتبار الميزانيات السنوية لهذه المنظمات كتكاليف للمنافسة السياسية أيضًا. في أوروبا، كثيرًا ما يُستخدم مصطلح الحلفاء «تمويل الحزب». يشير المصطلح فقط إلى الأموال التي تُجمع وتُنفق من أجل التأثير على نتائج نوع ما من المنافسة الحزبية. ما زالت مسألة إدراج أغراض سياسية أخرى، كحملات العلاقات العامة التي تقوم بها جماعات الضغط، مسألة غير محسومة. يشير النطاق المحدود للأغراض السياسية (الحملات والنشاط الحزبي) إلى أن مصطلح «تمويل الحملة» (الذي يُستخدم كعنوان لهذا الموضوع في كتالوجات مكتبة الكونغرس) ضيق للغاية، إذ لا يغطي جميع الأموال المستخدمة في العملية السياسية.

## المصروفات المخصصة للعمل السياسي
يمكن أن تكون المصروفات المخصصة للعمل السياسي ما يلي:
●     الحملات الانتخابية التي ينظمها المرشحون أو لجان المرشحين أو جماعات الضغط أو الأحزاب السياسية.
●     التنافس على الترشيح أو إعادة اختيار المرشحين البرلمانيين.
●     أنشطة تدريب الناشطين في الأحزاب، وشاغلي المناصب أو المرشحين.
●     تطوير السياسات من جانب الأحزاب أو الهيئات ذات الصلة بالأحزاب.
●     العمليات الحالية للمنظمات الحزبية على المستوى الوطني أو الإقليمي أو المحلي.
●     بذل الجهود لتثقيف المواطنين بشأن المبادرات الشعبية أو قضايا الاقتراع أو الاستفتاءات.
في أغلب الأحيان وفي معظم البلدان، تكون الأحزاب (المقر الرئيسي والفروع الرئيسية والفروع المحلية) المنظمات التي تجمع الأموال وتنفقها لأغراض سياسية. ينفق مقر الحزب على العلاقات العامة، والإعلام (بما في ذلك اللوحات الإعلانية)، ومقابل خبرة الخبراء الاستشاريين والمكاتب. تغطي فروع الأحزاب المحلية (كالدوائر الانتخابية أو الاتحادات القيادية)، التي تعتمد على المتطوعين (الناشطين في الحزب)، رسوم الاتصالات والبريد فضلًا عن إيجار وتدفئة المكاتب، والتي تُستخدم كمراكز للنشاط السياسي.